# 2007年西開賽出軌事故
2007年西開賽出軌事故是一場發生在2007年8月1日的火車事故。剛果民主共和國西開賽省貨車於Benaleka出軌，造成至少100人死亡，128人重傷。
這起事故發生在西開賽省偏遠地區，卡南加以西105英里。23:00PM貨物列車出軌，伊萊博和卡南加之間有數百人非法搭車 ，由於列車剎車失效，造成10節車廂中有7節翻轉。